# فارسی‌ستیزی
فارسی‌ستیزی به رفتار ستیزه‌جویانه یا نفرت نسبت به زبان فارسی و فارسی‌زبانان و مظاهر فرهنگی آنان گفته می‌شود.

## در میان اعراب
در آن زمان تفکری میان اعراب مبنی بر اینکه ستیز با زبان فارسی از زمان محمد آغاز شده بود وجود داشت؛ زیرا از قول ابوهریره این حدیث وجود داشت که: «ناخوش‌ترین سخن نزد خداوند فارسی است، زبان شیطان خوزی است، زبان آتش‌نشینان بخارایی و آنِ بهشتیان عربی است.»

## در افغانستان
بزرگ‌ترین نمود فارسی‌ستیزی در افغانستان، احیای واژهٔ قدیمی دری به‌جای استفاده از واژهٔ فارسی برای یکی از زبان‌های رسمی این کشور است. علت این روند، که به‌طور مشابهی در شوروی نیز با درج زبان تاجیکی به‌عنوان زبان رسمی جمهوری تاجیکستان انجام شد، بیم دولتمردان از نفوذ ایران است.
تغییر نام برخی شهرها از اسامی فارسی به پشتو نیز از همین سیاست نشأت می‌گیرد. از جملهٔ این موارد می‌توان به تغییر نام سبزوار در جنوب ولایت هرات به شیندند اشاره کرد.
از موارد اخیر فارسی‌ستیزی در افغانستان می‌توان به عملکرد کریم خرم، وزیر اطلاعات و فرهنگ کنونی افغانستان اشاره کرد. خرم، طی حکمی، دو تن از خبرنگاران تلویزیون ملی افغانستان را به جرمی که استفادهٔ نادرست از واژه‌ها و تعدی از اصول فرهنگی و اسلامی نامید، مشمول جریمه کرد. این خبرنگاران در گزارش‌های خود از واژه‌هایی چون دانشکده و دانشگاه، که کلمات رایج در فارسی ایران و شناخته‌شده در افغانستان هستند، استفاده کرده بودند. با برپایی چند تظاهرات در مزار شریف و کابل و اعتراض پارلمان افغانستان، وزیر فرهنگ مجبور به عقب‌نشینی و بازگرداندن خبرنگاران جریمه‌شده گردید.
توبیخ و برکناری خبرنگار تلویزیون ملی در شمال افغانستان و حملهٔ فیزیکی به مسعود ترشتوال، رئیس مؤسسات تحصیلات عالی افغانستان، هر دو مورد به جرم استفاده از واژه‌های فارسی، حذف زبان فارسی از لوحه‌های برخی مراکز دولتی، تغییر نام «نگارستان ملی» به «گالری ملی»، ریختن هزاران جلد کتاب فارسی به رودخانهٔ هیرمند به بهانهٔ تهاجم فرهنگی ایران، از جمله اقداماتی است که به‌صورت گسترده‌ای «فارسی‌ستیزی» تعبیر می‌شود.
پس از روی کار آمدن دوباره طالبان در افغانستان تحت عنوان امارت اسلامی افغانستان، این حکومت با صدور بخشنامه‌ای به‌کارگیری واژگان فارسی در متون دانشگاهی و آثار علمی را منع و بر لزوم تسلط استادان به دری و پشتو به عنوان زبان‌های رسمی این کشور تأکید کرد. طالبان در همین راستا پیش‌تر به استفاده از واژه «دانشگاه» که به اعتقاد آنها ریشه فارسی دارد واکنش نشان داده و بر استفاده از معادل آن در زبان پشتو یعنی «پوهنتون» تأکید کرده بود.

## در ازبکستان
بسیاری از اهالی سمرقند و بخارا تاجیک‌اند، ولی در ادارات دولتی، برحسب سیاست، به نام ازبک ثبت شده‌اند. بچه‌ها باید در مدرسه به زبان ازبکی درس بخوانند، درصورتی‌که زبان ازبکی برایشان بیگانه‌تر از زبان روسی است. مؤسسات آموزشی، از جمله دانشگاه سمرقند، که قدیمی‌ترین دانشگاه آسیای مرکزی است و به فرمان لنین، نخستین رهبر حکومت شوروی، پایه‌گذاری شد، به زبان فارسی بود که پس از فروپاشی شوروی و به قدرت رسیدن اسلام کریموف، رئیس‌جمهوری پیشین ازبکستان، آموزش در این دانشگاه به زبان ازبکی صورت گرفت.